# Rail Ale Trail

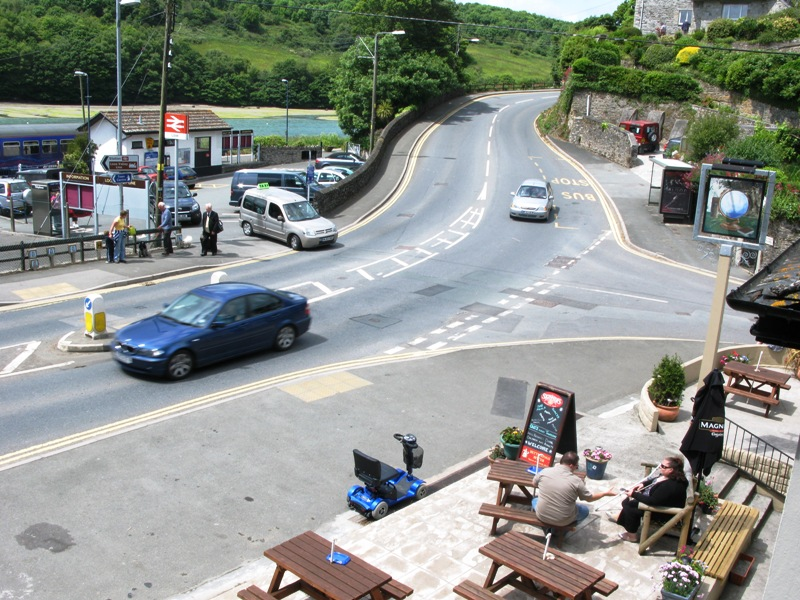
Przedsięwzięcie opiera się na pubach położonych w pobliżu stacji kolejowych (na zdjęciu Looe, Kornwalia)

Rail Ale Trail (pol. Piwny szlak kolejowy) – przedsięwzięcie promocyjne i marketingowe w Wielkiej Brytanii organizowane przez władze lokalne poszczególnych hrabstw.

## Charakterystyka
Pierwsze szlaki piwne powstały w Kornwalii i Devonie w latach 80. XX w. na mocy porozumienia władz lokalnych z przewoźnikiem Devon and Cornwall Rail Partnership. Celem było wspieranie turystyki i lokalnej przedsiębiorczości.
Rail Ale Trail polega na zachęcaniu do odwiedzania pubów w pobliżu stacji kolejowych na rzadziej uczęszczanych, acz atrakcyjnych turystycznie liniach kolejowych. Uczestnicy bądź indywidualnie, bądź grupowo, zaliczają puby na określonych liniach, zbierając punkty i pieczątki na specjalnych formularzach. Punkty są przyznawane po okazaniu ważnego biletu kolejowego. Zebranie odpowiedniej liczby punktów upoważnia ich do otrzymania dodatkowych gratyfikacji od pubów.
Akcję Rail Ale Trail wspiera brytyjska organizacja konsumencka CAMRA, działająca na rzecz promocji tradycyjnego piwa angielskiego ale. Pięć linii piwnych działa na terenie Kornwalii, dwie na terenie hrabstwa Devon.

## Linie biorące udział w przedsięwzięciu
- Cornish Main Line
- Looe Valley Line
- Atlantic Coast Line
- Tamar Valley Line
- Maritime Line
- St Ives Bay Line
- Tarka Line, Exeter St Davids – Barnstaple
- Abbey Line (Watford – St Albans)[3]
- South Fylde Line (Preston – Blackpool)
- Heart of Wales (Swansea – Shrewsbury)[4]
- Regatta Line (Twyford – Henley-on-Thames)